# Linha 4 (Metro de Madrid)

Linha 4 - Marron

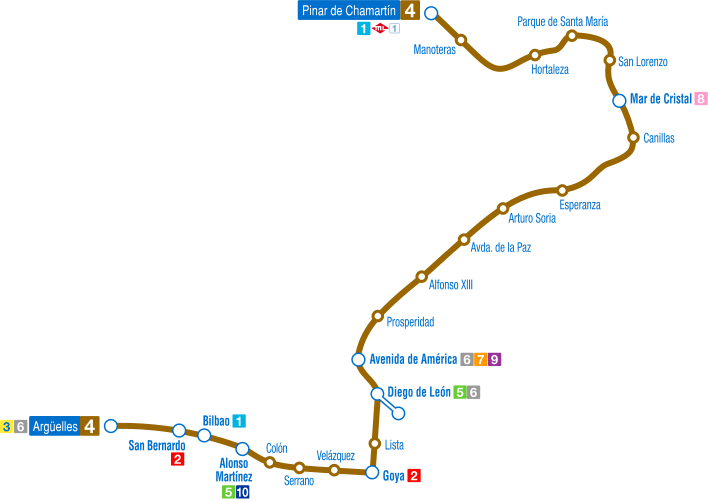
Linha 4 - Marron

A Linha 4 - Marrom do Metro de Madrid tem um comprimento de 16 quilómetros com 23 estações. 

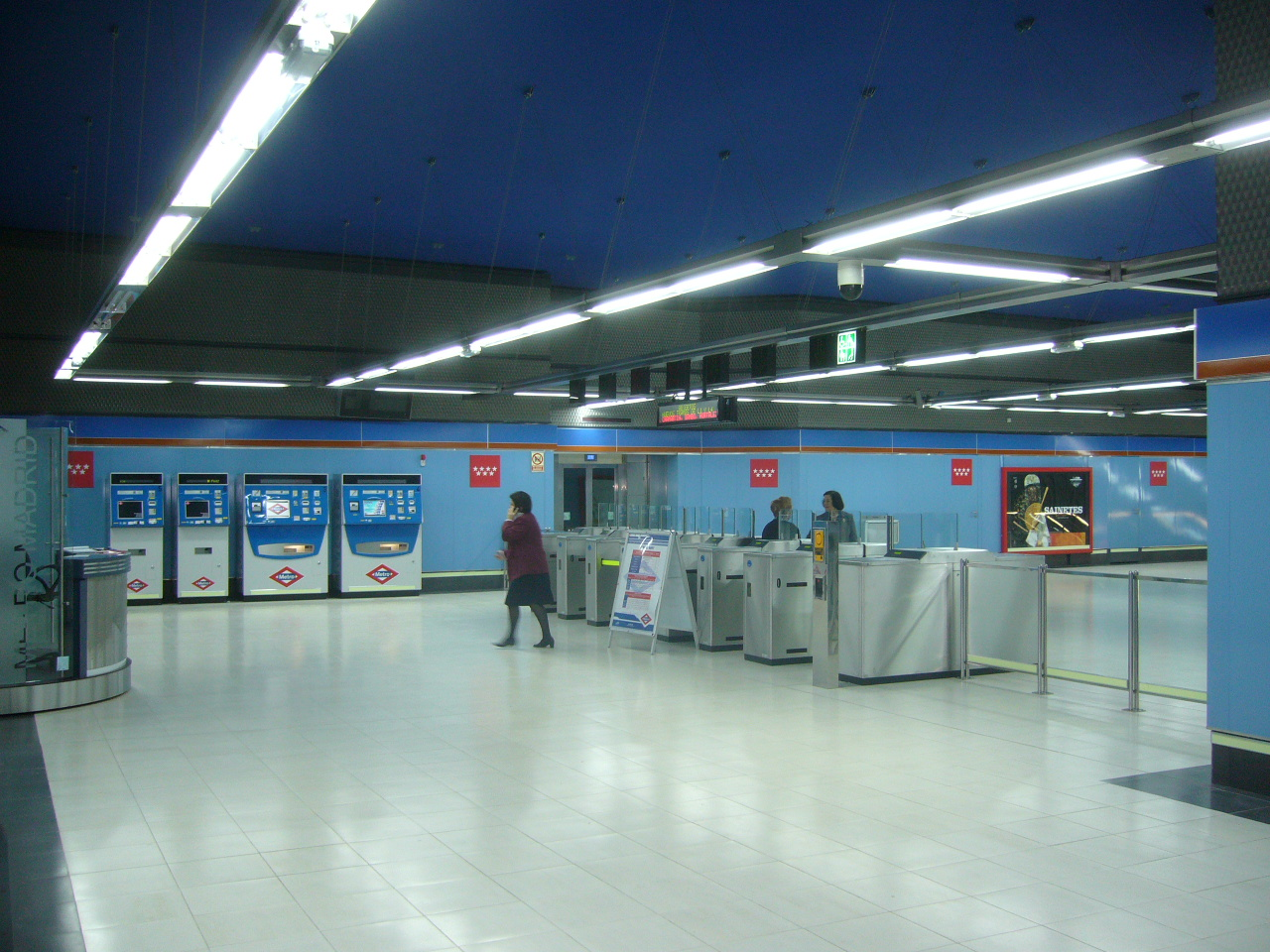
Catracas automáticas para acesso à estação Manoteras.

O primeiro trecho da linha foi inaugurado em 17 de setembro de 1932 entre as estações de Goya e Diego de León como um ramal da Linha 2.
Em 15 de Dezembro de 1998 a linha foi ampliada desde Mar de Cristal até Parque de Santa María.
A última expansão foi inaugurada em 1º de abril de 2007, aonde na estação  Pinar de Chamartín foi feito o transbordo para a Linha 1 e o Metro Ligeiro. Foram abertas também as estações de Hortaleza e Manoteras.

## Ligação externa
- Página oficial do Metro de Madrid